# Georges Jacob
Georges Jacob (ur. 6 lipca 1739 w Cheny, zm. 5 lipca 1814 w Paryżu) ebenista francuski. 

## Życiorys
W 1755 r. przybył do Paryża, gdzie uczył się u mistrza ebenisty Louisa Delanois. Sam został mistrzem w roku 1765. W roku 1773 podjął prace restauratorskie nad meblami Boulle'a, co było wyróżnieniem go przez administrację królewską. Około roku 1780 był największym producentem krzeseł w Paryżu. Był dostawcą mebli dla dworu królewskiego, wykonywał wyposażenie dla buduaru Marii Antoniny w Wersalu oraz dla pałaców w Tuileries, Saint-Cloud i Rambouillet. Realizował również zamówienia dla księcia Condé na meble do Pałacu Burbońskiego w Paryżu i pałacu w Chantilly. W latach 1789–1780 zrealizował zamówienie na komplet mebli dla J. Davida, który je zaprojektował, a następnie w 1793 dzięki protekcji malarza, który piastował wtedy ważne politycznie stanowisko, otrzymał bardzo duże zamówienie na komplet mebli do Konwentu według projektów Perciera i Fontaine'a. W 1796 przekazał swój warsztat synom, którzy założyli spółkę i działali wspólnie z dużymi sukcesami. Śmierć starszego z braci w roku 1803 sprawiła, że Georges Jacob powrócił do wykonywania zawodu i ze swoim młodszym synem  François-Honore prowadził spółkę Jacob-Desmalter.

## Twórczość

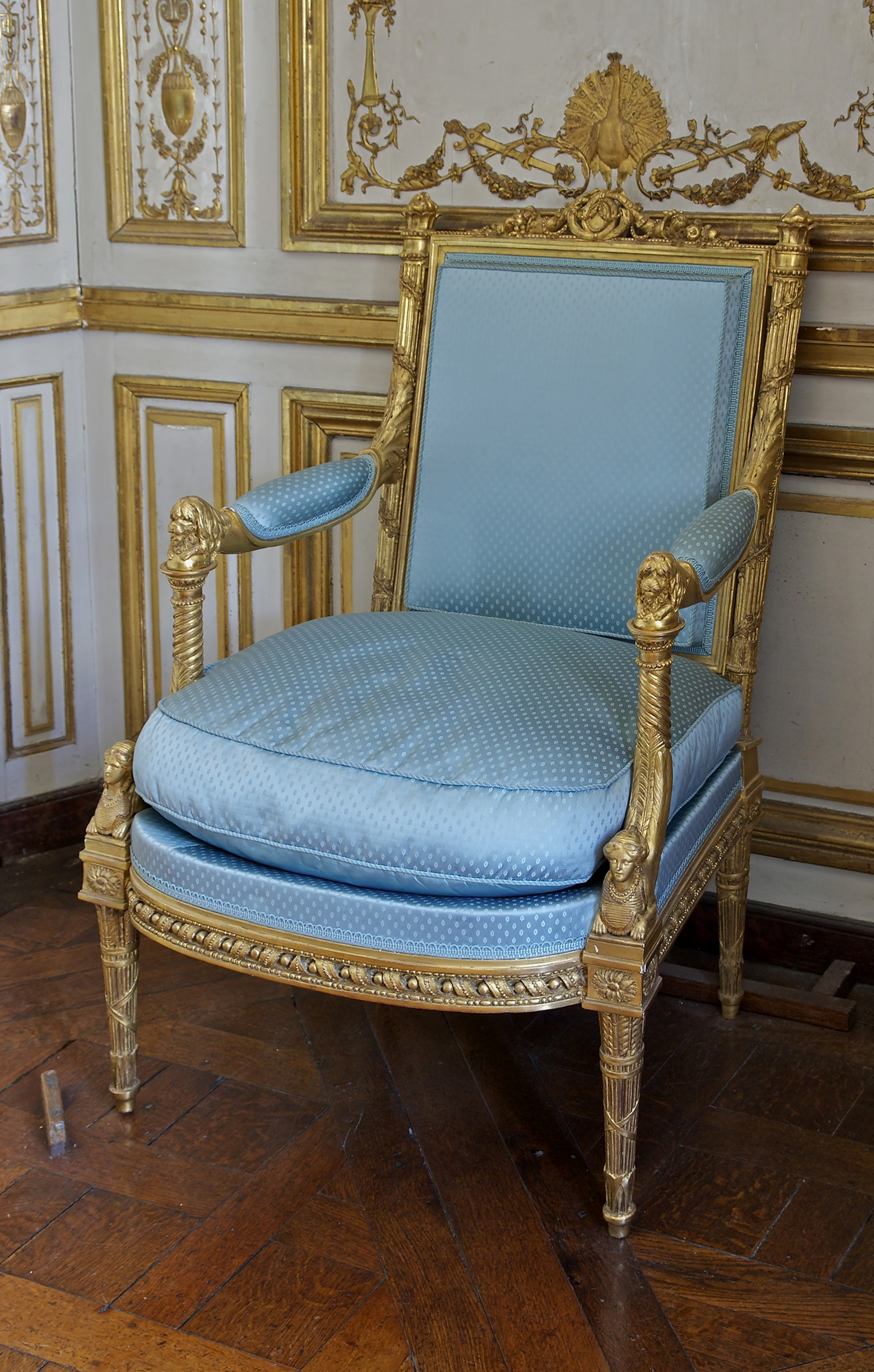
Fotel wykonany przez Georges'a Jacoba do Wersalu, około 1785

W ciągu lat swojej pracy tworzył wyroby kolejno w stylu Ludwika XV, stylu Ludwika XVI, stylu dyrektoriatu i empiru. Część jego mebli wyraża jego osobiste upodobania, a część jest stworzona ściśle według wskazówek zamawiającego. Sławę uzyskał jako wytwórca krzeseł, na początku kariery produkował je zgodnie z wymaganiami epoki- były gładko toczone i pozbawione ornamentów. Później wraz ze zmianą stylu w sztuce użytkowej dostosowywał swoje wyroby do aktualnych trendów.  Jacob używał w swoich krzesłach i  fotelach różnych motywów alegorycznych przekształcając je w elementy ozdobne i konstrukcyjne, kołczany pełniły rolę podpór, sfinksy stanowiły podstawę poręczy, psie głowy stanowiły zakończenie poręczy. W jego wyrobach można odnaleźć wpływy  Chippendale'a, wskazują na to oparcia w kształcie snopków i kompozycje "chińskie". W końcowym okresie swojej działalności tworzył meble w tzw. stylu etruskim czyli wykorzystującym niektóre formy antyczne.